# Max Kuntze
Max Kuntze (* 12. Juli 1846 in Dresden; † 16. April 1917 in Niederlößnitz; vollständiger Name: Friedrich Albert Maximilian Kuntze) war ein deutscher Bankier und sächsischer Politiker.

## Leben und Wirken
Max Kuntze war der Sohn des Dresdner Bankiers Albert Kuntze und wurde Teilhaber, später alleiniger Inhaber des Bankhauses Albert Kuntze & Co. in Dresden.
Kuntze war Aufsichtsratsmitglied in mehreren Gesellschaften, so beispielsweise in der Ersten Kulmbacher Exportbier-Brauerei und in der Gemeinnützigen Baugesellschaft. Darüber hinaus war er Direktoriumsmitglied der Dresdner Papierfabrik, hatte Interessen in der Elbsandstein-Industrie und war von 1868 bis 1885 im Prüfungsausschuss des Landwirtschaftlichen Kreditvereins.
Von 1909 bis 1917 war er für die Nationalliberale Partei Abgeordneter des 24. bäuerlichen Wahlkreises im Landtag des Königreichs Sachsen. Zur gleichen Zeit war Kuntze auch Mitglied im Gemeinderat von Niederlößnitz.
Kuntze wurde mit dem Ehrentitel eines (königlich sächsischen) Kommerzienrats ausgezeichnet. Er lebte in der heute denkmalgeschützten Villa Jagdweg 6 in Niederlößnitz und wurde auf dem Friedhof Radebeul-Ost beerdigt.